# Кушнір Анатолій Володимирович
Кушнір Анатолій Володимирович — старший солдат Збройних сил України, учасник російсько-української війни, що загинув у ході російського вторгнення в Україну.

## Життєпис
Народився в 1992 році в селі Говори на Хмельниччині. 
Навчався у місцевому училищі. Пізніше сім'я переїхала до м. Хмельницького. 
Загинув в бою з російськими окупантами поблизу м. Краматорська на Донеччині.

## Нагороди
- Орден «За мужність» III ступеня (2022) (посмертно)[2]